# Ossenx
 Ossenx   es una población y comuna francesa, en la región de Aquitania, departamento de Pirineos Atlánticos, en el distrito de Oloron-Sainte-Marie y cantón de Sauveterre-de-Béarn.

## Demografía
| 185 | 185 | 220 | 236 | 241 | 251 | 230 | 231 | 224 | 220 | 210 | 180 | 203 | 177 | 149 | 150 | 145 | 143 | 130 | 130 | 120 | 104 | 97 | 103 | 95 | 89 | 94 | 92 | 89 | 74 | 64 | 48 | 48 | 43 |
| Para los censos de 1962 a 1999 la población legal corresponde a la población sin duplicidades (Fuente: INSEE [Consultar]) |     |     |     |     |     |     |     |     |     |     |     |     |     |     |     |     |     |     |     |     |     |    |     |    |    |    |    |    |    |    |    |    |    |